# Église de Montarouch
L'église de Montarouch est une église catholique, à l'état de vestiges, située sur la commune de Targon, dans le département de la Gironde, en France.

## Localisation
L'église se trouve au nord de la ville de Targon, le long de la route départementale D11 menant à Branne vers le nord, à environ 300 mètres au nord de l'intersection avec la route départementale D671 (ancienne route nationale 671, Créon au nord-ouest et Sauveterre-de-Guyenne au sud-est).

## Historique
L'édifice, construit au XIIe siècle en style roman, semble, selon Léo Drouyn, avoir été l'église d'un château occupé par des chevaliers de l'Ordre de Saint-Jean de Jérusalem ; les murs en ont été rehaussés au XIVe siècle et la tourelle surmontée d'un pigeonnier, à l'angle nord-est, date du XVIe siècle.
Il a été inscrit au titre des monuments historiques en totalité par arrêté du 21 décembre 1925.

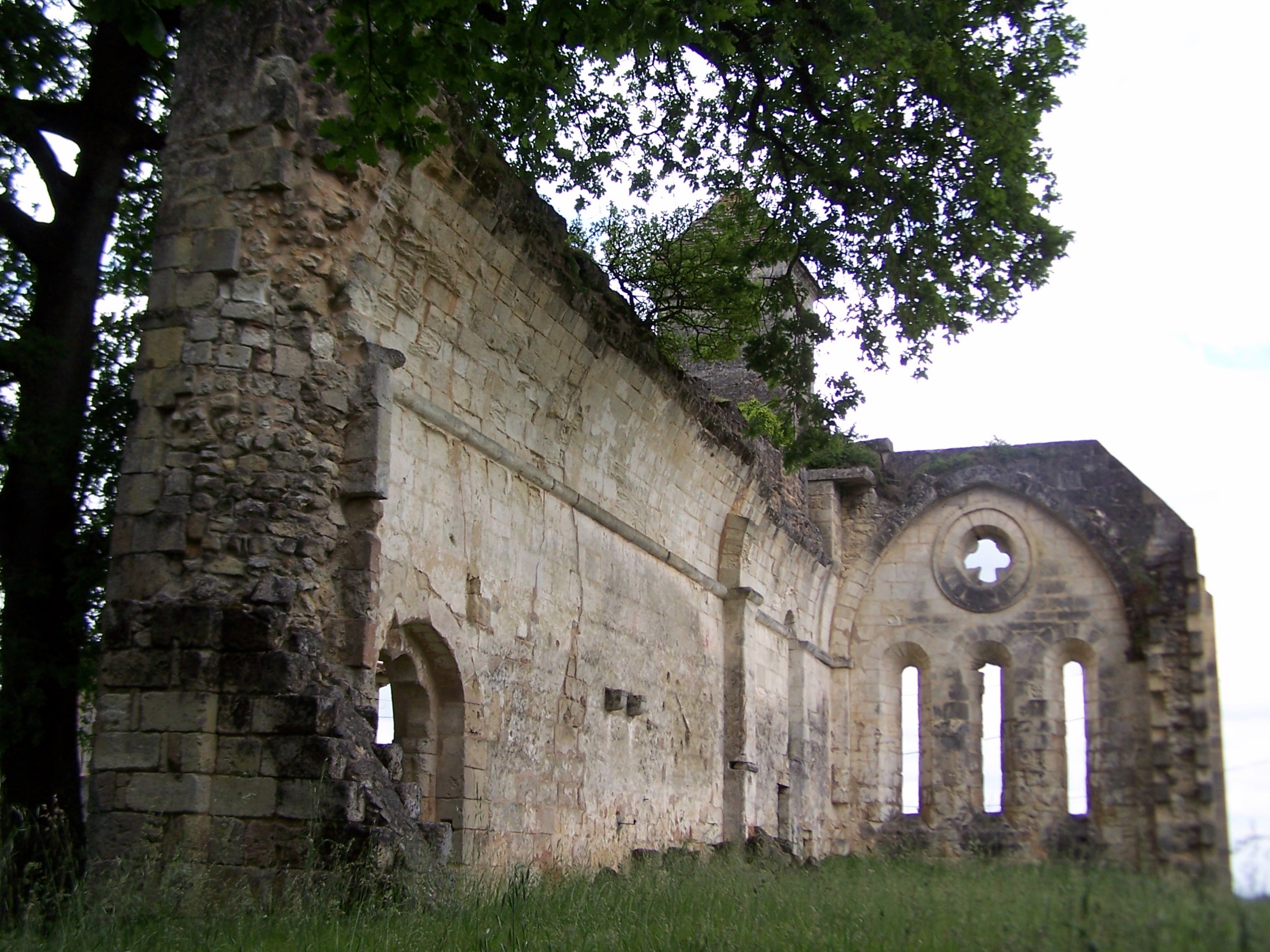
Vue ouest (juin 2013)
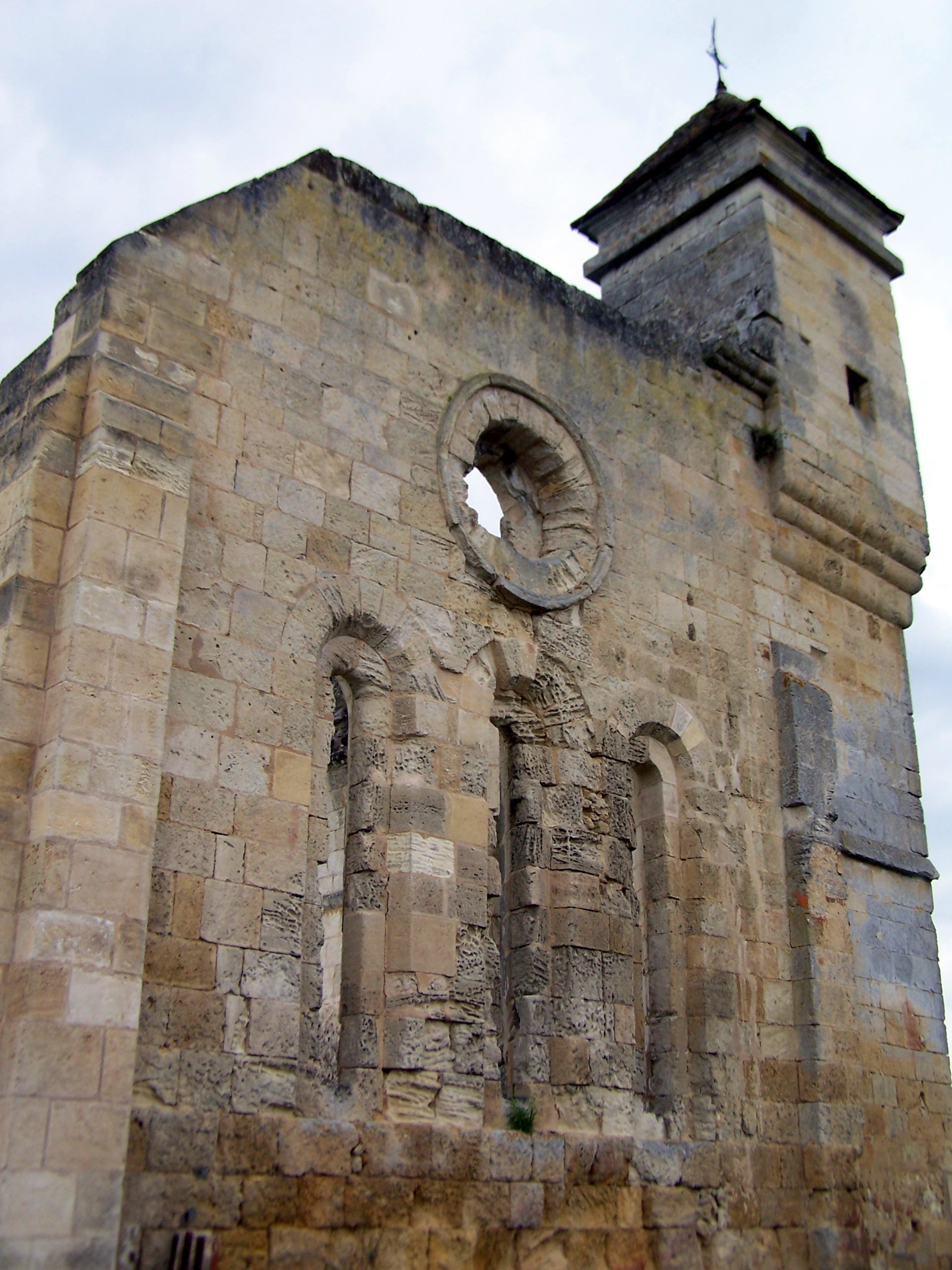
Vue est (juin 2013)
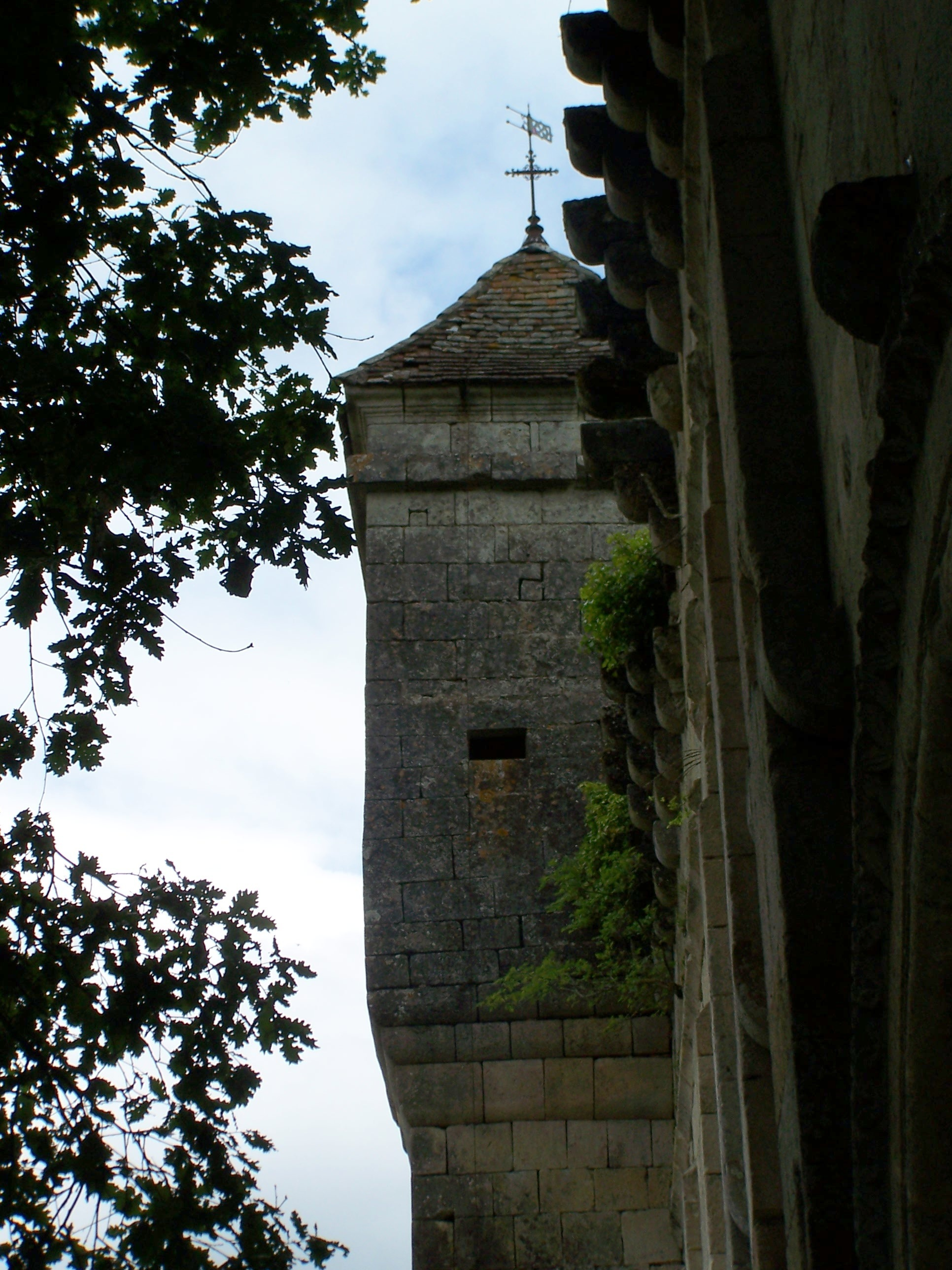
Le tourelle du nord-est (juin 2013)
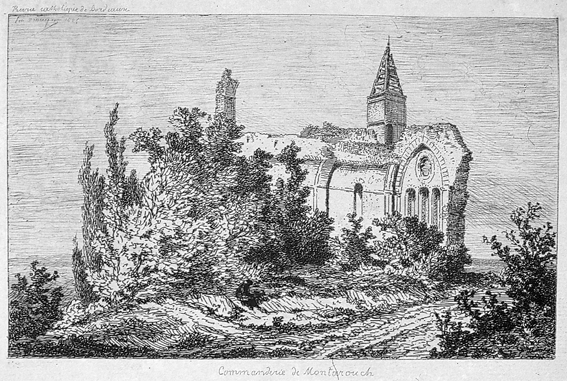
Dessin de Léo Drouyn (1884)